# Kržeti
Kržeti – wieś w Słowenii, w gminie Sodražica. W 2018 roku liczyła 48 mieszkańców.